# 앨버트 세이빈

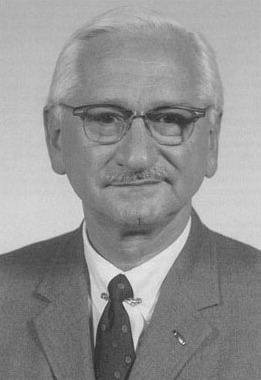
앨버트 브루스 세이빈

앨버트 브루스 세이빈(Albert Bruce Sabin ; 1906년 ~ 1993년)은 미국의 세균학자이다. 1959년에 살아있는 바이러스의 독을 약화시킨 소아마비 백신을 발명하였는데, 러시아에서 실용화되었다. 죽은 바이러스로 만든 소크 백신에 비하여 사용법이 간단하고 효과도 강한 이 세이빈 백신 덕분으로 러시아나 동유럽 제국의 소아마비 환자가 크게 감소되었다. 1964년 폐암 환자의 암세포에서 바이러스를 분리하여 주목을 끌었다.